# 山辺丈夫
山辺 丈夫（やまのべ たけお、1851年12月30日〈嘉永4年12月8日〉 - 1920年〈大正9年〉5月14日）は、日本の武士（津和野藩士）、明治期の紡績技師・実業家。従五位。
東洋紡（東証プライム）の創業者である。

## 経歴
嘉永4年（1851年）、石見国津和野城下の森町堀内にて津和野藩重臣・清水格亮（大目付、側用人を歴任し、明治維新後は権大参事を務めた）の二男として生まれる。幼名は虎槌または善蔵で、後に丈夫と改めた。4歳の時に同藩士の山辺正義の養子となる。
津和野潘の藩校であった養老館に学んだ後、1870年（明治3年）に藩の奨学制度によって文学修行の命を受け上京。当初は同藩出身の福羽美静の培達塾で学んでいたが、元来洋学を志していたため、西周の育英舎や中村敬宇の英学同人舎に移り英語や洋学を学んだ。
1873年（明治6年）22歳の時に大阪に行き、1年間小学校の教員を務めた。また、同年から大阪慶應義塾に学んだ。
翌1974年（明治7年）東京に戻り、再び西周の塾（育英舎）に入り英語を学ぶとともに、旧津和野藩主の養子である亀井茲明に英語を教えた。その後、育英舎や慶應義塾で教鞭を執る。
1877（明治10）年、亀井茲明のイギリス留学が決まると、茲明に英語を教えていた事がきっかけで丈夫も随行者に選ばれ、一緒に渡英。自身もユニヴァーシティ・カレッジ・ロンドンで経済学や保険学を学んだ。一方でその頃、渋沢栄一らにより民間の紡績工場の設立計画が持ち上がり、その実務担当者が求められることになったが、これを聞いた山辺は、自らその担当者になるべく申し出て、あらためて機械工学を学ぶため、1879年（明治12年）にロンドン市内のキングス・カレッジ・ロンドンに入学した。その後、渋沢から費用の援助を受けてマンチェスターで工場見学や技師として働くとともに日々製造品の組み立て方法などの研究を続けた。
1880年（明治13年）、亀井茲明とともに日本に帰国。その際イギリスの紡績機械、蒸気機関などを買い付けた。
1882年（明治15年）に、松本重太郎や渋沢栄一らとともに日本最初の組織的紡績工場である大阪紡績会社（現在の東洋紡の前身）を設立し、工務支配人に就任。1898年（明治31年）に社長となった。1900年（明治33年）に大日本綿糸紡績同業連合会委員長、大阪商業会議所特別委員を歴任。1920年（大正9年）に須磨の自宅で死去。